# Communauté de communes de Feurs en Forez
La communauté de communes de Feurs en Forez est une ancienne communauté de communes française, située dans le département de la Loire et la région Auvergne-Rhône-Alpes.

## Composition
Elle est composée des communes suivantes :
1. Chambéon
2. Civens
3. Cleppé
4. Feurs
5. Marclopt
6. Poncins
7. Pouilly-lès-Feurs
8. Saint-Cyr-les-Vignes
9. Saint-Laurent-la-Conche
10. Salt-en-Donzy
11. Salvizinet
12. Valeille

## Compétences
Environnement, ordures ménagères, cybercentre, piscine Forez-Aquatic, RAM

## Historique
Hébergée auparavant dans l'Hôtel de Ville de Feurs, la communauté de communes a acquis en 2007 un nouveau siège social de 300 m² et d'un coût de 360 000 € hors taxes dont 51 000 € pour le Conseil général.
Benoît Gardet, maire de Feurs (2001-2008), a été le président de la communauté de communes de 2001 à 2008. Puis, à partir d'avril 2008 et jusqu'à la disparition de cette intercommunalité, son successeur a été Jean-Pierre Taite, lui aussi maire de la ville de Feurs.

## Sources
- Le SPLAF (Site sur la population et les limites administratives de la France)
- La base ASPIC (Accès des services publics aux informations sur les collectivités)